# Хива
Хива́ (узб. Xiva / Хива) — город в Хорезмской области Узбекистана, административный центр Хивинского района. Последняя столица Хорезма.
Основан в VI веке до н. э., расположен в южной части Хорезмского оазиса, на левом берегу Амударьи, вблизи границы с Туркменистаном. Один из наиболее хорошо сохранившихся городов Великого шёлкового пути, известный своим уникальным историко-архитектурным наследием.
Хива была крупным культурным, религиозным и торговым центром Хорезма с глубокой историей, уходящей в античность. Наибольшее развитие город получил в XVI—XIX веках, будучи столицей Хивинского ханства. Центральная часть города — Ичан-Кала, окружённая крепостной стеной, — включена в список Всемирного наследия ЮНЕСКО и представляет собой музей под открытым небом с десятками медресе, мечетей, минаретов и дворцов.
Сегодня Хива является важным туристическим и культурным центром Узбекистана, привлекающим внимание исследователей, архитекторов и путешественников со всего мира. Развитая туристическая инфраструктура и статус национального историко-архитектурного заповедника способствуют сохранению уникального облика города.

## История

### Хива в древности и раннем Средневековье
Поздняя легенда об основании города повествует, что он вырос вокруг колодца Хейвак, вода из которого имела удивительный вкус, а колодец был выкопан по приказу Сима — сына библейского Ноя. Этот колодец можно увидеть и сегодня в старом квартале Хивы Ичан-Кале.
Хива была одним из городов древнего Хорезма, который представлял собой крупное государство, расположенное на западе Центральной Азии, южнее Аральского моря.
Согласно археологическим данным, Хива была основана более 2500 лет назад. В древности город был известен под сакским названием Хейвак. Сведения письменных источников об основании Хивы чаще всего легендарны. В них появление города связывают с именем библейского Соломона, а по другим версиям Ноя. Легенды о Хиве попадали в очерки русских и европейских путешественников (А. Вамбери, Е. Желябужский). История и внешний облик города всегда удивляли не только путешественников, но и его завоевателей. Эти истории, порождённые бытовавшими тогда теориями военных и некоторых ориенталистов об ариях и их родине, в таком виде иногда попадали на страницы популярной литературы.
В своей истории город пережил ахеменидское завоевание и периоды расцвета, когда границы древнего Хорезма простирались до Колхиды.
С 305 по 995 год Хорезмом, в состав которого входила Хива, управляла династия Афригидов, Вазамар (вторая половина III века н. э.) и другие. Общепризнанно, что Афригиды исповедовали хорезмийский вариант зороастризма вплоть до исламизации при Абдаллахе ибн Турксабасе (мусульманскому влиянию Хорезм в 712 году подчинил Кутейба ибн Муслим, вмешавшийся в локальную междоусобную войну). Предполагают, что у правителей Хорезма сложился культ богини Ардвисуры-Анахиты, изображения её символов встречаются на монетах со II века до н. э. по VIII век н. э..
Хорезмийцы хоронили кости умерших в оссуариях, которые помещались в наусы (типа мавзолеев). В Хорезме найдены многие десятки разнообразных оссуариев. Среди них — древнейшие в Средней Азии (рубеж V—IV вв. до н. э.). В сасанидском Иране, где зороастризм был догматической религией, почти не обнаружено оссуариев и наусов. Эта традиция была характерна для зороастрийцев Средней Азии, а именно Хорезма. В 712 году Хива была захвачена арабами Кутейбы ибн Муслима.

## Арабское завоевание
Первые набеги арабов на Хорезм относятся ещё к VII веку. В 712 году происходит завоевание Хорезма арабским полководцем Кутейбой ибн Муслимом, учинившим жестокую расправу над хорезмийской аристократией. Особенно жестокие репрессии Кутейба обрушил на учёных Хорезма. Как пишет в «Хрониках минувших поколений» аль-Бируни, «и всеми способами рассеял и уничтожил Кутейба всех, кто знал письменность хорезмийцев, кто хранил их предания, всех учёных, что были среди них, так что покрылось всё это мраком и нет истинных знаний о том, что было известно из их истории во время пришествия к ним ислама».

### Хива в IX—XV веках
Конец правлению династии Афригидов был положен в 995 году, когда к власти пришёл Мамун ибн Мухаммад и основал новую династию хорезмшахов Мамунидов со столицей в Куня-Ургенче. В 995—1017 годах Хорезмом управляла династия Мамунидов. В 1017 году Хорезм оказался в зависимости от Махмуда Газневи. Во второй половине XI века Хива оказалась в зависимости от Сельджукидов. В 1097 году к власти пришла династия Ануштегинидов.
Основным тюркоязычным этносом Хорезма были тюрки. Выдающийся ученый и этнограф Бируни (973—1048) в своих произведениях приводит названия тюркских месяцев и тюркских лечебных трав, которые использовало тюркское население Хорезма. Бируни в своем произведении «Памятники минувших поколений», написанном в Хорезме около 1000 года, приводит тюркские названия годов по животному циклу, которые использовало тюркское население Хорезма: сичкан, од, барс, тушкан, луй, илан, юнт, куй, пичин, тагигу, тунгуз. В этом же сочинении он приводит названия месяцев по-тюркски: улуг-ой, кичик-ой, биринчи-ой, иккинчи-ой, учинчи-ой, туртинчи-ой, бешинчи-ой, олтинчи-ой, йетинчи-ой, саккизинчи-ой, токкузинчи-ой, унинчи-ой.
В IX—XII веках, кроме множества исламских учебных заведений, в Хорезме успешно действовали крупные центры науки: астрономии, математики, медицины, химии и т. д.
«Домом мудрости» (фактически академией наук), которую создал в Багдаде тогдашний правитель Аль-Мамун, руководил выходец из Хорезма Мухаммад-аль-Хорезми. Уже в IX веке его фундаментальные труды по математике, географии, геодезии были известны в Европе и не утратили своего значения до наших дней.
Огромное научное наследие оставили Аль-Бируни, Наджм ад-дин Кубра и другие учёные и богословы, чьи имена также связаны с Хорезмом. В Хиве родился Наджму-д-дин Абу-ль-Джаниб Ахмад ибн Умар аль-Хорезми, известный как Наджм ад-дин аль-Кубра (1145, Хива — 1221, Ургенч) — хорезмийский мистик и богослов, автор многочисленных философских и богословских трактатов, суфийский шейх и поэт.
Известным учёным из Хивы был Шихаб ад-Дин Абу Са’д ибн 'Имран. Он был выдающимся юристом, муфтием толка аш-Шафи’и, обладал знаниями по лексикологии, медицине, диалектике, языкознанию и науке о хорошем управлении, вёл преподавание в 5 мадрасах Хорезма. И был убит монголами.
В 1220 году город был разрушен армиями Чингисхана.
Исламизация и тюркизация Хорезма нашла отражение в создании литературных, научных и религиозных произведений и переводе арабских и персидских произведений на тюркский язык. В Стамбуле в библиотеке Сулеймание, хранится Коран с подстрочным переводом на тюркский язык, сделанном в Хорезме и датируется (январь — февраль 1363 г.).
Известным хорезмийским тюркским поэтом, писателем конца XIII — начала XIV вв. был Рабгузи (настоящее имя Наср ад-дин, сын Бурхан ад-дина). Основное произведение Рабгузи «Рассказы Рабгуза о пророках» («Киссаи Рабгузи», 1309—10) состоит из 72 сказов по религиозной тематике, в основном из Библии и Корана. Рассказы носят дидактический характер, в них проповедуется добродетель и осуждаются пороки.
Другим известным хорезмийским тюркским поэтом был Хафиз Хорезми, который в 1353 году написал поэму на тюркском языке «Мухаббат-наме». Сохранилось два списка поэмы: ранний, выполненный уйгурским письмом в 1432 году, и второй, переписанный в 1508—09 арабским письмом. Уйгурский список состоит из 10 писем-стихотворений на тюркском языке. Обе рукописи хранятся в Британском музее.

### Хива в эпоху узбекской династии Шибанидов

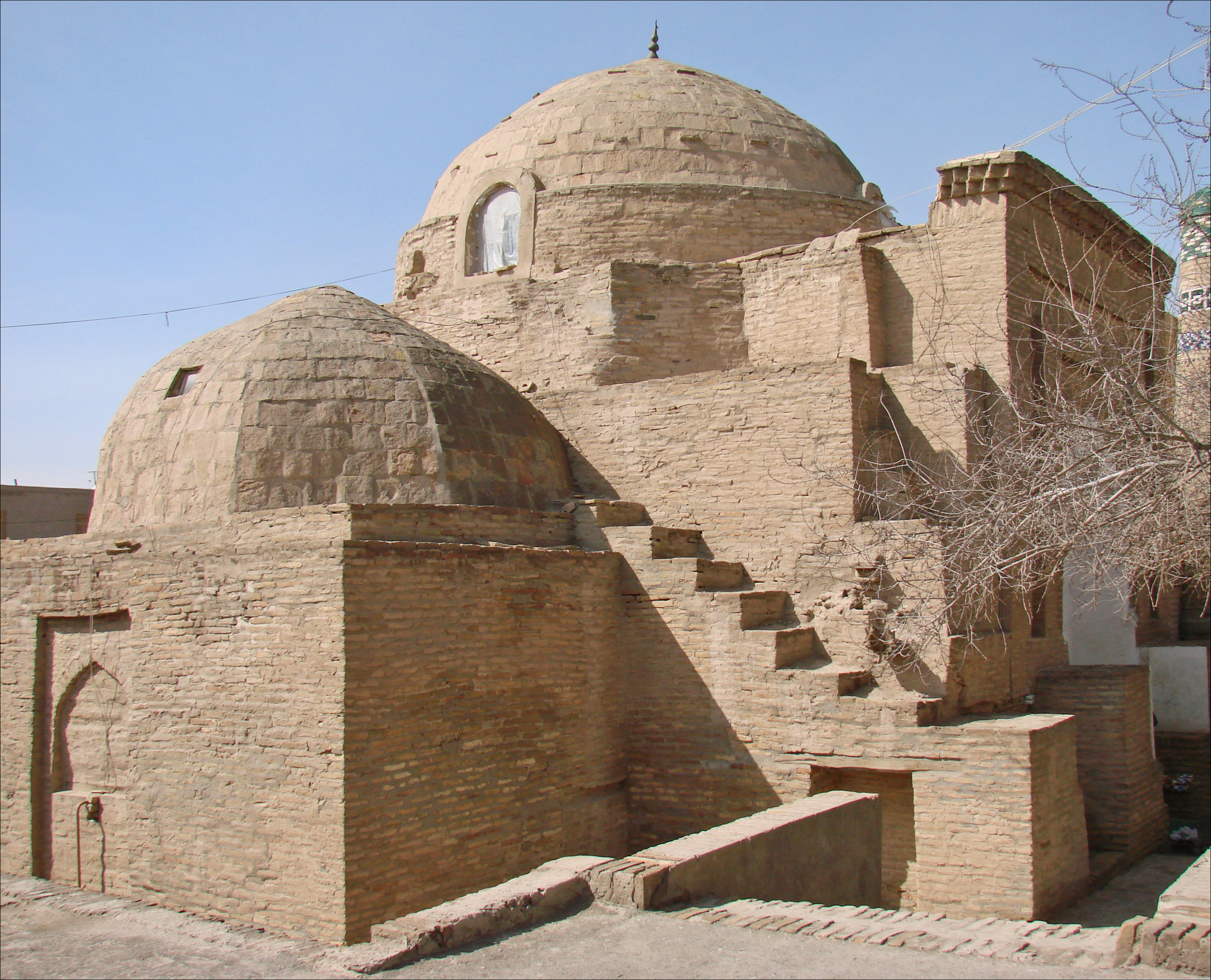
Мавзолей Саид Алауддина в Хиве. XV век.

Хива изначально не была столицей Хорезма. Историки говорят, что в 1598 году Амударья отступила от прежней столицы Ургенч (в прошлом — Гургандж).
Амударья, протекая по территории ханства, впадала в Каспийское море по старому руслу, известному как Узбой, снабжая жителей водой, а также обеспечивая водный путь в Европу.
В течение веков река радикально меняла своё русло несколько раз. Последний поворот Амударьи в конце XVI века погубил Гургандж. На расстоянии 150 км от современной Хивы, недалеко от населённого пункта Куня-Ургенч (территория Туркменистана), что означает «старый Ургенч», находятся руины древней столицы.
В 1511 году Хива вошла в состав государства, управляемого узбекской династией Шейбанидов.
В 1598 году, когда город впервые стал столицей Хивинского ханства, он являлся маленьким укреплённым городком, имевшим к тому времени 20-вековую историю. Статус столицы окончательно был закреплен за Хивой при Абулгази-хане (1643—1663). После этого в русских письменных источниках государство стало часто называться как Хивинское ханство. Однако в официальных документах и на монетах оно продолжает именоваться Хорезмом.
В короткий период Хива стала одним из духовных центров Исламского мира. Интенсивное развитие Хивы начинается при отце Абулгази-хана, шибаниде Араб Мухаммад-хане (1602—1623), когда начали строить монументальные сооружения, как медресе Араб Мухаммад-хана (1616 год), мечеть и бани Ануша-хана (1657 год), медресе Ходжамбердыбия (1668 год).
Хивинский хан Абулгази бахадур-хан известен как автор двух исторических сочинений — «Родословная туркмен» (закончена к 1661 году) и «Родословная тюрок» (напечатана в Европе в XVIII веке, а позже в Казани в 1852 году и в Петербурге в 1871 году).
После смерти Йадигар-хана (1704—1714) на хорезмский престол взошёл Шергази-хан (1714—1728). Он был потомком Султан Гази-хана, старшего сына Ильбарс-хана. Шергази-хан родился в Бухаре, куда переселились его предки, возможно, из-за политических неурядиц в Хорезме. Шергази-хан окончил медресе в Бухаре и был весьма образованным человеком. Он выделялся способностями среди других представителей династии, поэтому его называли сахибкиран, так же, как и Амир Тимура.
В 1717 году на подступах к Хиве произошло сражение 20-тысячного войска Шергази-хана с 4-тысячным экспедиционным отрядом А. Бековича-Черкасского, направленного для прекращения бесконечных набегов на русские приграничные земли, их разграбления и угона в рабство пленников, формально окончившееся победой русских. Однако, потерявший в результате дипломатического обмана бдительность, Бекович-Черкасский позволил затем разделить свой отряд на несколько частей, которые по отдельности были уничтожены хивинцами. Да и сам командующий поплатился за это жизнью.
Захват Хивы войсками Надир-шаха в 1740 году привёл к разорению страны. В 1740 году столица ханства Хива была взята персиянами Надиршаха и окончательно разорена. Жители были перерезаны. Семь тысяч пленных вывезены в Хорасан, где образовали целый город, названный в память взятия Хивы Хивак-Абадом или Хива-Абадом.
Расцвет Хивы как города, строительство множества монументальных архитектурных сооружений происходили во второй половине XVIII — начале XX века, когда государством правила узбекская династия Кунгратов.

### Хива при узбекской династии кунграт

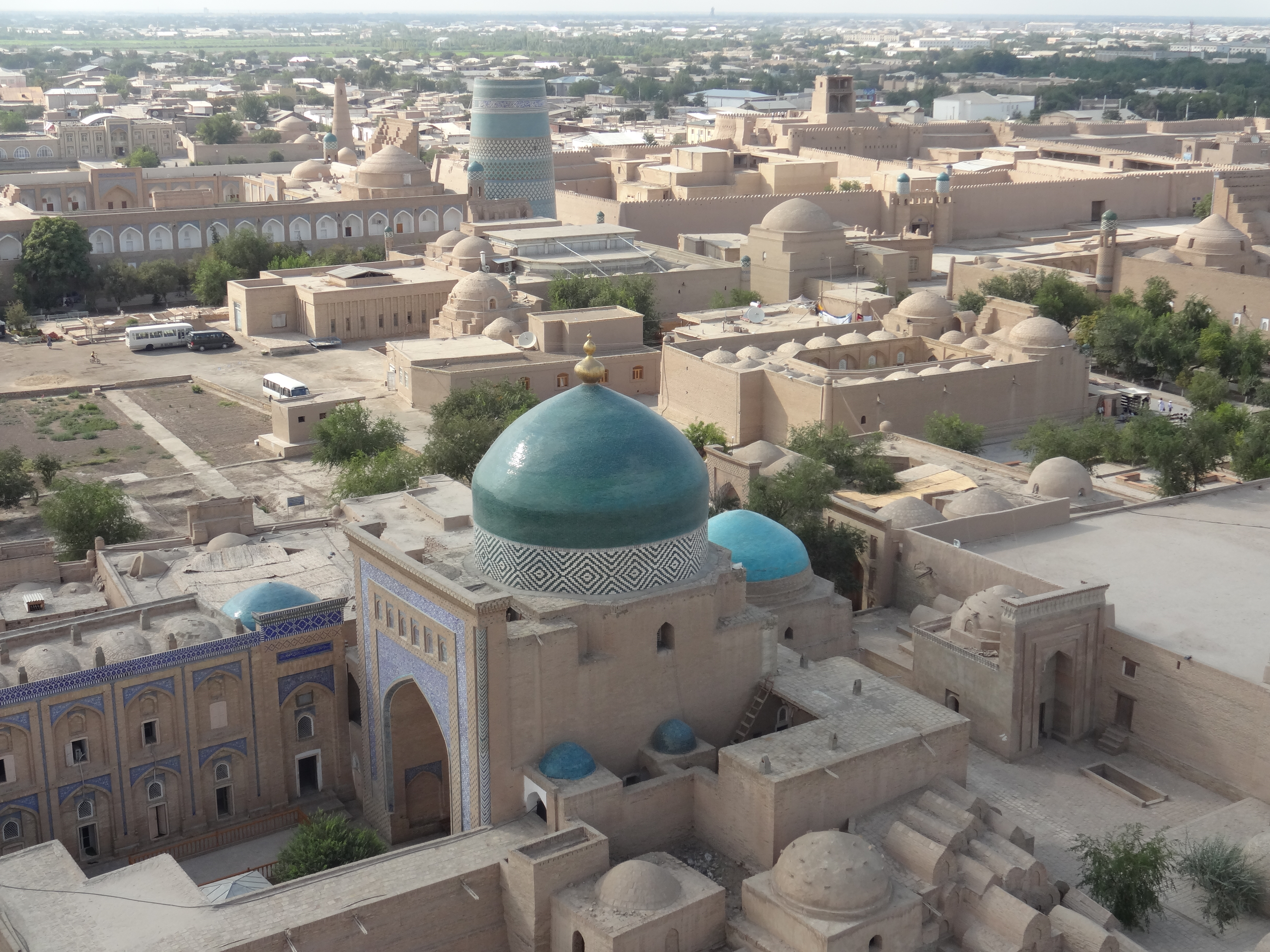
Виды Хивы.

В XVIII веке основную политическую силу в Хивинском ханстве составляли узбекские племена: кунграты и найманы. В борьбе за власть во второй половине XVIII века победу одержало узбекская династия кунграт.
В 1763 году к власти в Хорезме (в российской историографии называлось Хивинским ханством) пришёл представитель узбекского рода кунграт Мухаммад Амин (1760—1790), имевший титул инака. При нём город начал быстро развиваться. Мухаммад Амин положил начало перестройке и восстановлению города, а его преемники систематически продолжали это дело.
По приказу Мухаммад Амина в Хиве в Ичан-кале были построены пятничная многоколонная мечеть и минарет (1788—1789); отремонтированы стены и башни Ичан-Калы, восстановлены все разрушенные здания города. В то же время вторично восстановлено и медресе Ходжамбердыбия. Мунис пишет, что к 1782 году восстановительные работы в Хиве были завершены.
В этот период, кроме восстановительных работ, были построены медресе Шергази-хана (1765 год), Медресе Мухаммад Амин инака (1765 год), перестраивается и значительно расширяется мечеть Джума с минаретом (1788—1789 годы) на месте старой мечети.
В 1793—1794 годах Хиву посетил медик Бланкеннагель (приехал из Петербурга для излечения глаз местного правителя), который во время поездки занимался сбором различных сведений об этой стране. Он оставил подробное описание Хивы, её географического положения, природных богатств, народонаселения и внешней торговли, в том числе данные о торговле с Россией.
Правитель Хорезма Мухаммад Рахим-хан I (1806—1825), кроме родного узбекского, знал персидский и арабские языки. Он был покровителем науки и искусств.

В начале XIX века начинаются строительные работы у восточных ворот — Палван дарваза. В эпоху правления Мухаммад Рахим-хан I в городе были построены медресе Кутлуг Мурад инака, мечеть Багбанлы и другие. В 1815 году по приказу Мухаммад Рахим-хана I был сделан новый трон, облицованный серебром с басменным узором (в настоящее время он хранится в одном из музеев Москвы). В этот период хивинский историк Мунис Хорезми активно работал над составлением всеобщей истории Хорезма.

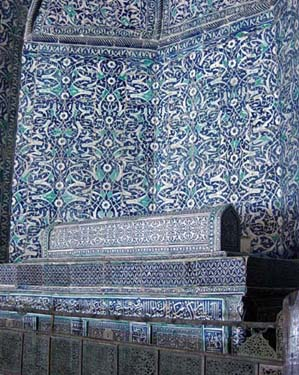
Могила Мухаммада Рахим-хана в комплексе мавзолея Пахлаван Махмуда.

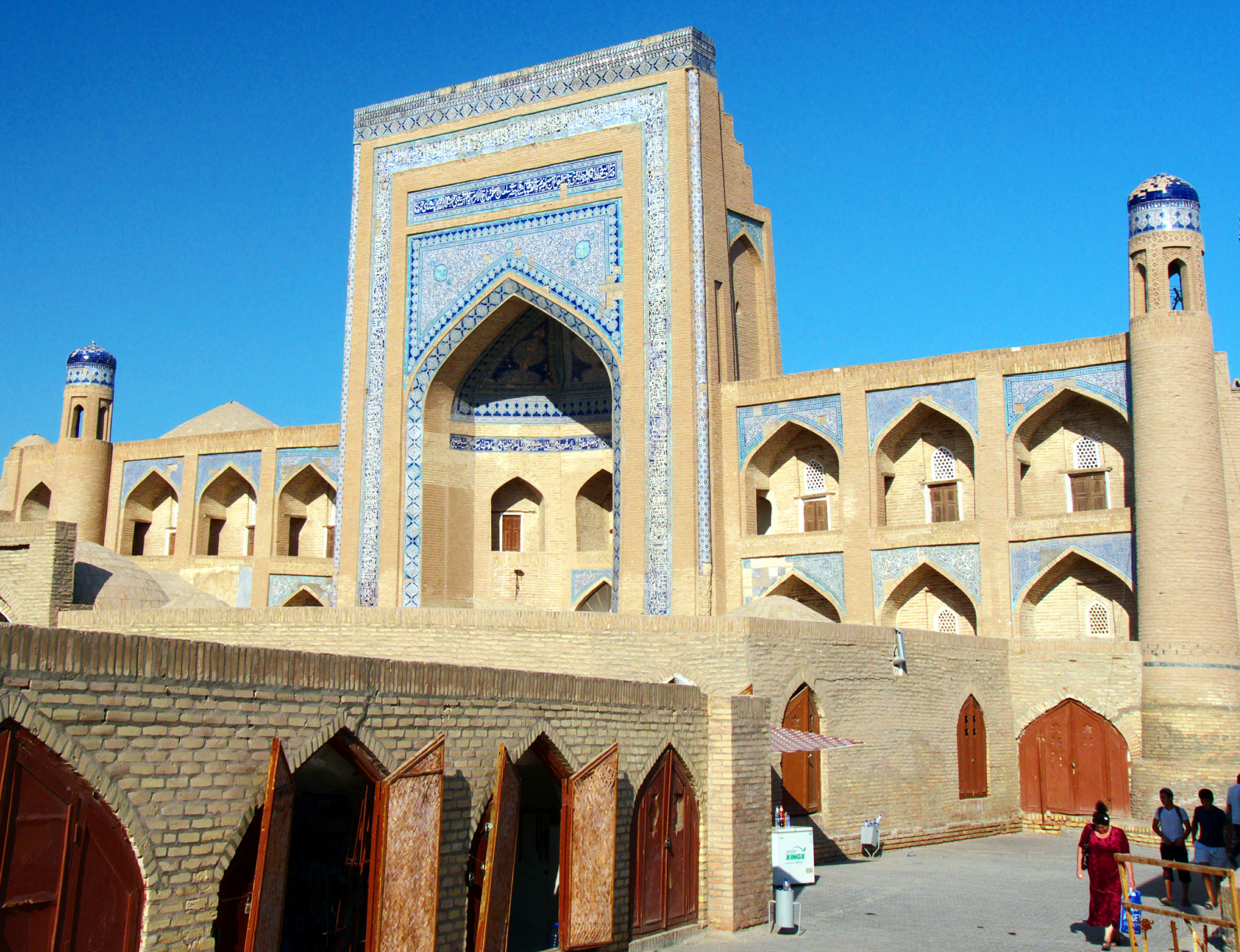
Медресе Аллакули-хана. 1835 год.

Аллакули-хан (1825—1845) живо интересовался событиями в мире и изучал иностранные языки. В отличие от всех современных ему среднеазиатских правителей, он свободно читал и писал на русском языке. В эпоху правления Аллакули-хана в Хиве были построены Дворец Таш-Хаули (1830—1832), медресе (1834—1835), караван-сарай (1832—1833), тим (торговый купол), мечети Саитбай, Ак-мечеть. Для создания системы «кош» с медресе Кутлуг Мурада инака на оси запад-восток воззводится входное купольное помещение, разделившее медресе Ходжамбердыбия на два неравных по размеру дворика.
Самым грандиозным событием этого периода стало сооружение второй линии обороны города — Дишан-калы. В 1842 году, за 30 дней была сооружена шестикилометровая стена, окружающая Внешний город. После этого наряду с этим термином закрепилось и другое обозначение Внутреннего города — Ичан-кала, за пределы которого город перерос в связи с новым статусом столицы. Особенно много сооружений и благоустроенных рынков и улиц появилось во время Аллакули-хана.
В эпоху правления Аллакули-хана в Хиве творили такие поэты, как Мунис Хорезми, Роджих, Дилавар, Саид Мирза Джунайд, Мирза Масихо. Историки Мунис Хорезми и Агахи писали историю Хорезма.
В 1839 году в Хиве насчитывалось 20 000 жителей, а в крепости было четверо ворот.
В эпоху правления Мухаммад Амин-хана (1845—1855) в Хиве было построено самое большое медресе, названное его именем. В медресе учились 260 студентов. Также было начато строительство знаменитого минарета Кальта-Минар.

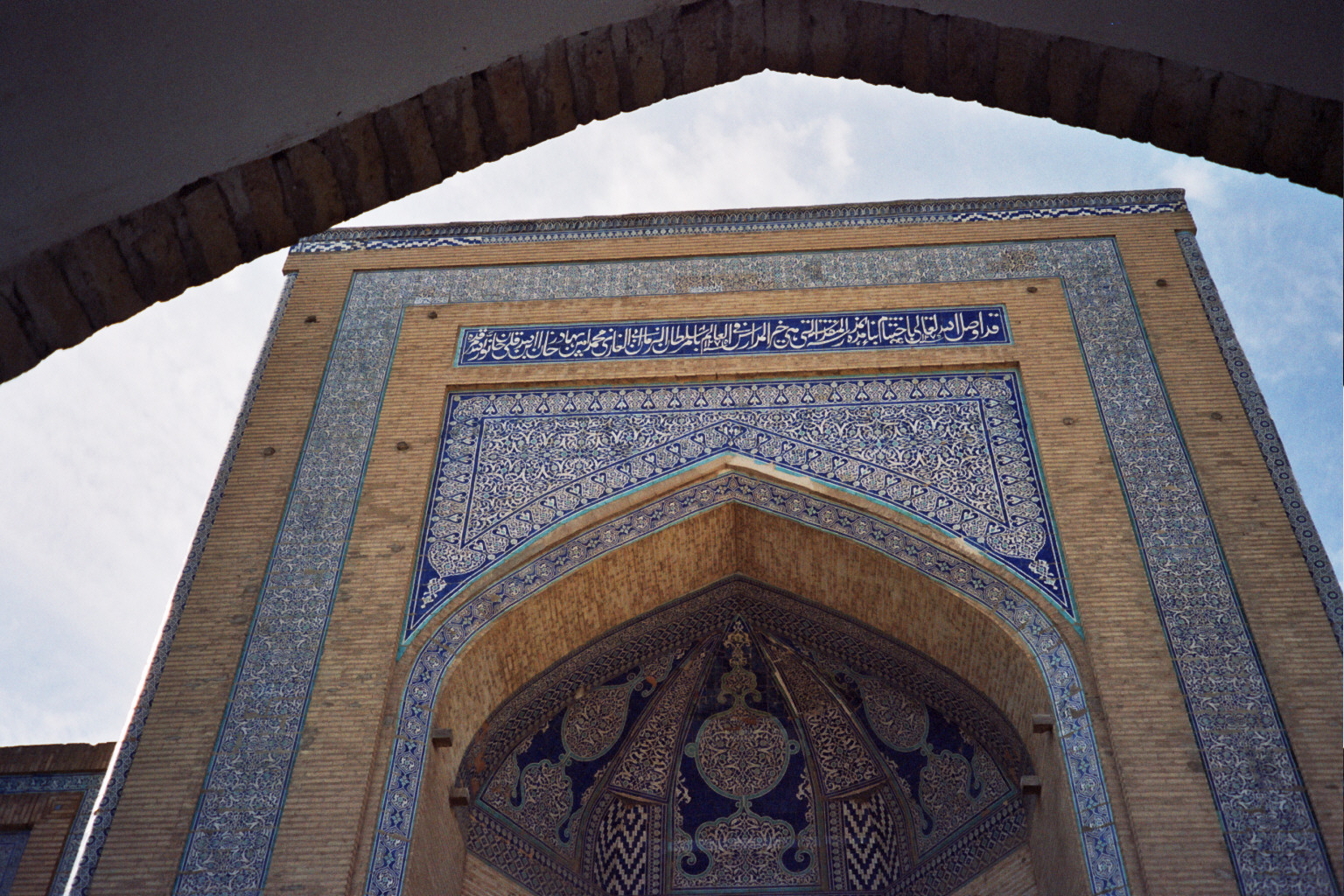
Медресе Мухаммад Амин-хана.

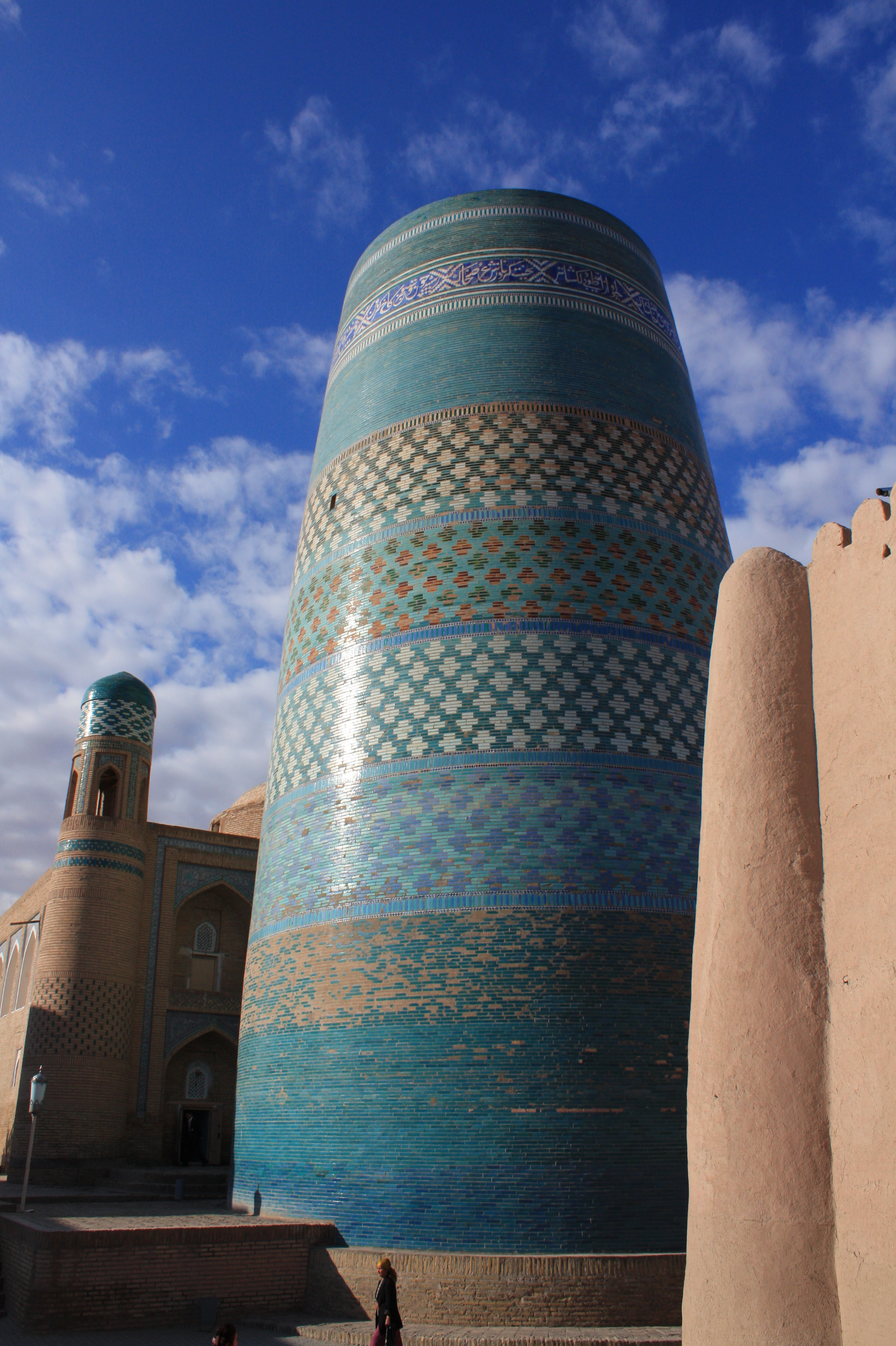
Минарет Кальта минар.

В 1856 году после его смерти к власти в Хивинском ханстве пришёл сын Мухаммад Рахим-хана I Саид Мухаммад-хан (1856—1864).
В 1863 году Саид Мухаммад-хан принял известного путешественника Арминия Вамбери. В эпоху правления Саид Мухаммад-хана в Хиве была построена куринишхана.
Много новых зданий в Хиве появилось в период правления Мухаммад Рахим-хана II (1864—1910) и его сына Асфандияр-хана (1910—1918), когда вновь возродились все старые традиции зодчества Хорезма.
В числе известных людей Хорезма был композитор, каллиграф, живописец Камил Хорезми (1825—1899).

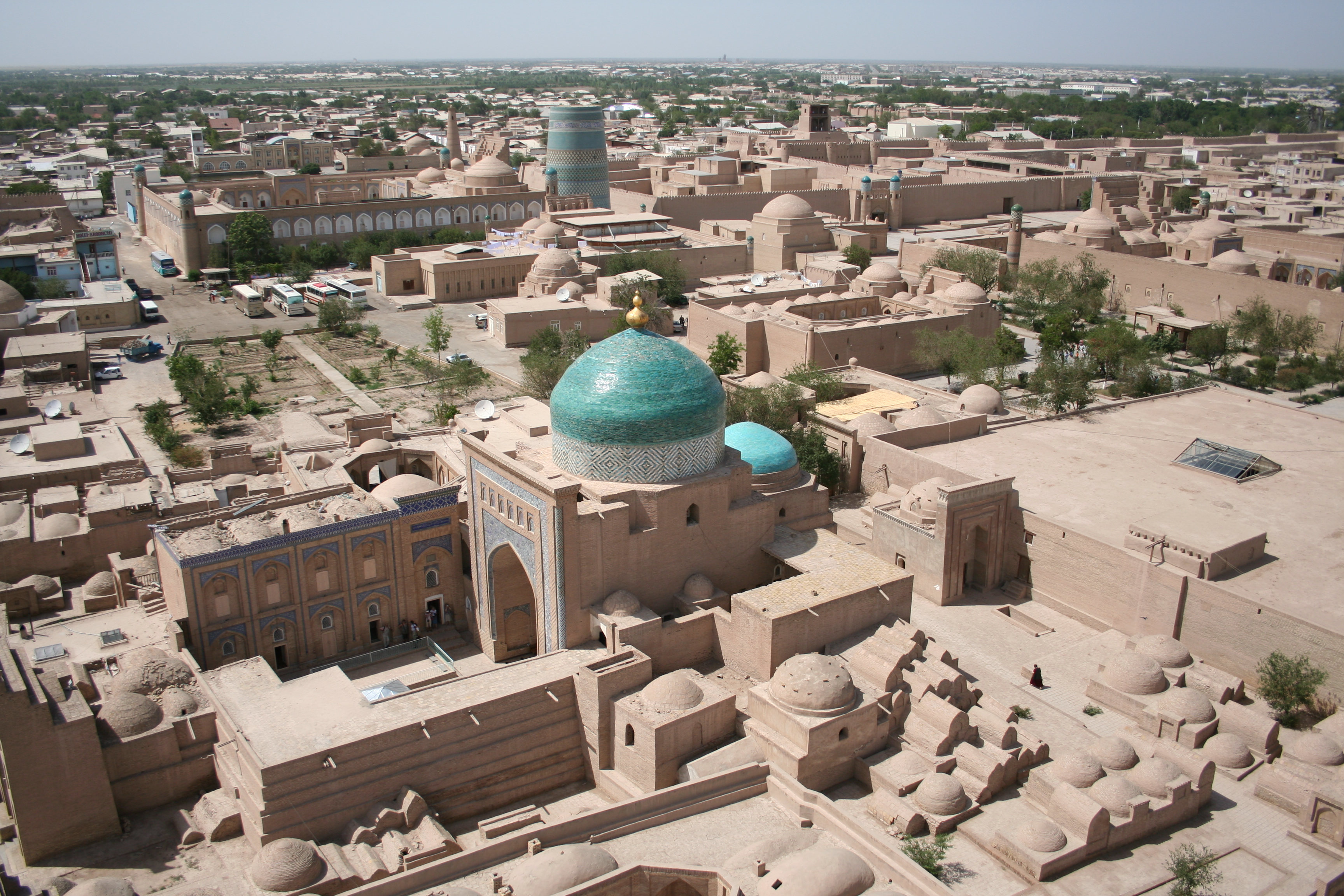
Хива. Ичан кала.

В 1864 году к власти в государстве пришёл его сын Мухаммад Рахим-хан II. Он был образованным правителем, в юности учился в медресе Араб Мухаммад-хана в Хиве.
Мухаммад Рахим-хан II был просвещённым монархом, известным поэтом и композитором. Он стремился усовершенствовать свою придворную среду именно через культурные достижения. Совершенствование придворной культуры и создание максимально большого количества поэтических опусов и культурных ценностей при своём дворе и было той целю, к которому Мухаммад Рахим-хан II стремился. Мухаммад Рахим-хан II даже сочинял музыку, а также стремился, чтобы его вечера музыки соответствовали высокому уровню музыкального искусства и именно при нём в Хорезме впервые была создана нотная запись музыки. Музыкальное оформление вечеров при дворе Мухаммад Рахим-хана II имело свою почву и культурные традиции в истории региона. Существовали и такие сферы культуры, где Мухаммад Рахим-хан II охотно воспринимал новшества.
При дворе Мухаммад Рахим-хана II поэтическим творчеством начали заниматься десятки интеллектуалов, которые одновременно сочетали в себе поэтов, каллиграфов, переводчиков, историков и что более 30 поэтов писали поэтические произведения. Он возглавлял их, и даже сам писал стихи под поэтическим псевдонимом Фируз. При этом он во многом подражал творчеству Алишера Навои. Все его окружение писало на староузбекском языке и также подражало творчеству Навои. Почти каждый из его придворных поэтов создал свои поэтические сборники (диван). Создание дивана являлось показателем того, что поэт достиг мастерства, стал зрелым мастером. Это тоже было важным фактором для Мухаммад Рахим-хана II, который заботился об усилении и улучшении своей придворной поэтической среды. Дворцовый поэт Камил Хорезми писал, что при Мухаммад Рахим-хане II поэты были удостоены должного внимания.
Поэт Агахи в своём историческом произведении «Шахид ал-икбал» (Свидетель счастья) писал о первых годах правления Мухаммада Рахим-хана II. Он утверждает, что Мухаммад Рахим-хан II много времени посвящал беседам с учёными; на этих событиях они вели дебаты по религиозным вопросам, читали исторические и поэтические произведения; поэты читали свои стихи, восхваляющие правителя … Именно в этом этот период Мухаммад Рахим-хан начал писать стихи.
По приказу Мухаммад Рахим-хана II началось переписывание 1000 рукописей, а более 100 знаменитые исторические и художественные произведения Востока переводились на староузбекский язык. Продолжались и оттачивались средневековые ценности культуры. При нём были составлены придворные поэтические антологии: «Маджма-йи шуара-йи Фируз-шахи», «Мухаммасат-и маджма-йи шуарайи Фируз-шахи» и «Хафт шуара-йи Фируз-шахи».
О хане положительно отзывался посетивший хивинский дворец в 1908 году учёный-тюрколог А. Н. Самойлович (1880—1938):
Ныне ханствующий Сеид-Мухаммед-Рахим II — просвещённый покровитель хивинской науки и искусства, проявил полную готовность содействовать научному изучению его страны и открыл мне доступ также и к своим собственным, личным книжным сокровищам.
Одним из основных образцов-идеалов Мухаммад Рахим-хан II выбрал период поздних Тимуридов — эпоха правления Хусайна Байкары (1469—1506), когда культура в Герате достигла наивысшего уровня. Развивались архитектура, прикладные виды искусства, каллиграфия, книжное дело. Интерес к культурному наследию Тимуридов (1370—1405) и проявился в подражании культурным моделям той эпохи. Такое стремление можно также обнаружить в подражании таким личностям эпохи Тимуридов, например, таким, как Хусайн Байкара и придворный поэт Алишер Навои (1141—1501). Поэзия хорезмского двора в начале XX века всё ещё продолжала традиции поэзии Алишера Навои — традиции эпохи средних веков, золотого века староузбекской литературы. Этот факт отмечали А. Н. Самойлович и глава хорезмских поэтов Ахмад Табиби.
Мухаммад Рахим-хан II, как и любой другой правитель мусульманского востока, стремился быть покровителем шариата. По утверждению историка Хорезмского двора поэта Мухаммада Юсуфа Баяни при нём в городе Хиве было построено более пятнадцати мечетей и медресе. Одно из медресе было построено на его личные средства и было названо в его честь — Медресе Мухаммад Рахим-хана II. В эти годы историк Агахи писал историю Хорезма. В числе известных людей Хорезма был композитор, каллиграф, живописец Камил Хорезми (1825—1899).
В эпоху правления Мухаммад Рахим-хан II в Хиве были построены новые медресе и мечети. Одно из медресе было построено на его личные средства и было названо в его честь — Медресе Мухаммад Рахим-хана II.
Архив хивинских ханов при правлении Мухаммад Рахим-хана, в 1873 году был вывезен в Санкт-Петербург, где он позже был обнаружен П.П. Ивановым.
При покровительстве Мухаммад Рахим-хана II в Хорезме Атаджаном Абдаловым было организовано книгопечатание.
В городе Великим визирем Ислам-ходжой были сооружены большое медресе и самый большой хивинский минарет.
При правлении Асфандияр-хана в северной части города (именуемом Таза Хивак или Новая Хива) были возведены почта, телеграф, больница европейского стиля на 50 мест. Однако она была построена в старинных традициях хорезмских мастеров в сочетании с европейской планировкой. С тех пор такое сочетание стала традицией. Например, в саду Нуруллабая был возведён дворец для приёмов в европейском стиле, который, однако, декорирован местными мастерами с соблюдением прежних традиций.

### Хива под протекторатом Российской империи

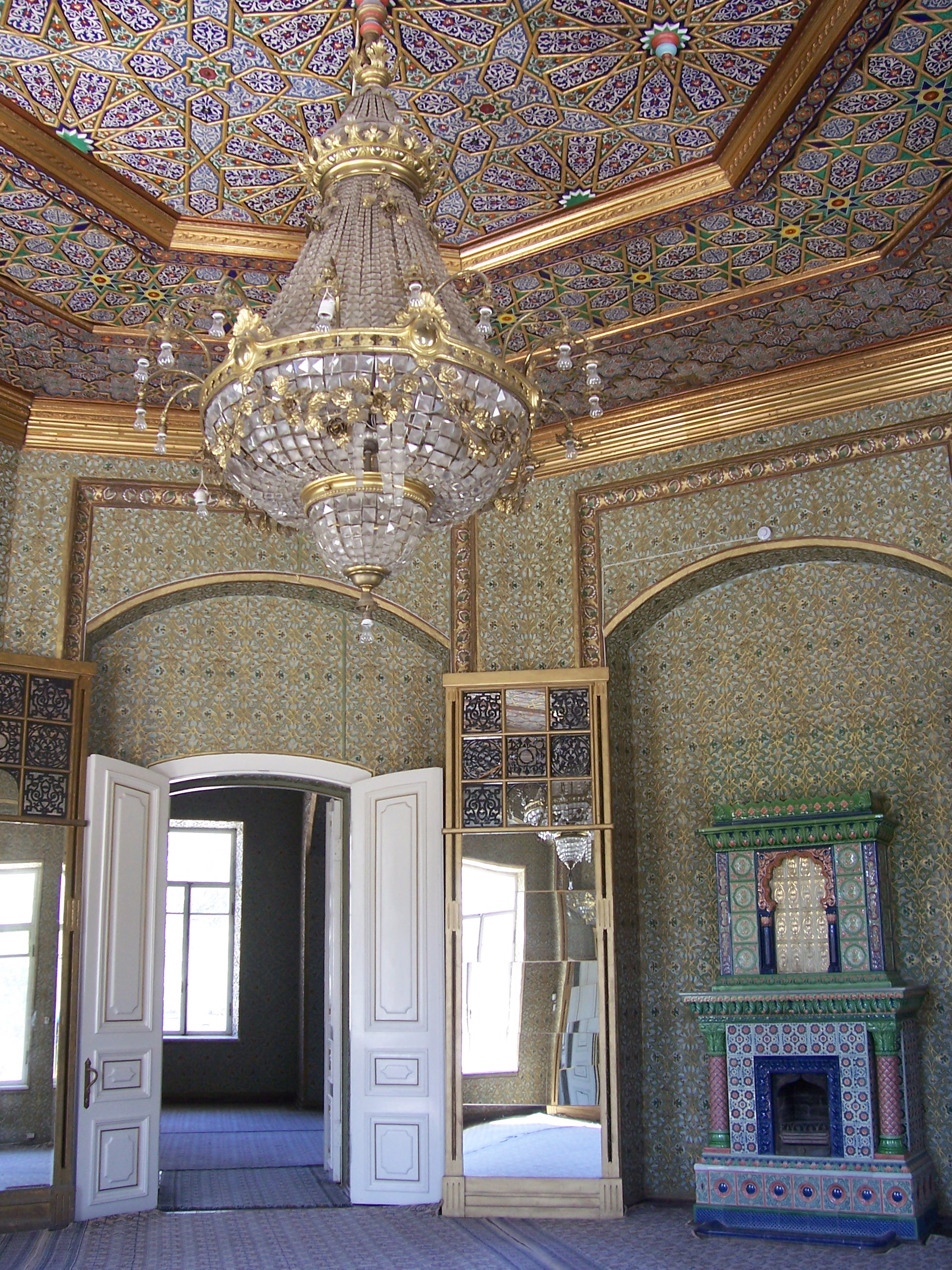
Дворец Нурулла-бай в Хиве.

В 1873 году в ходе крупной войсковой операции под командованием генерал-губернатора Туркестана К. П. Кауфмана Российская империя вынужденно аннексировала часть Хивинского ханства, в результате чего было покончено с многолетними налетами на российские границы и угонами в рабство русских пленников. Сам город Хива был взят российскими войсками 10 июня 1873 года.
Эти земли вошли в состав Амударьинского отдела Сыр-Дарьинской области Туркестанского края. С рабовладением в регионе было покончено.
Мухаммад Рахим-хан II был последним независимым ханом Хорезма. В 1873 году, несмотря на сопротивление, ханство оказалось под протекторатом России. Мухаммад Рахим-хан II был просвещённым монархом, известным поэтом и композитором. Он писал стихи под литературным псевдонимом Фируз. Он организовал перевод многих известных литературных и научных произведений на узбекский язык. В эпоху правления Мухаммад Рахим-хан II в Хиве были построены новые медресе и мечети. Одно из медресе было построено на его личные средства и было названо в его честь — Медресе Мухаммад Рахим-хана II. В эти годы историк Агахи писал историю Хорезма. В числе известных людей Хорезма был композитор, каллиграф, живописец Камил Хорезми (1825—1899).
В 1880 году в Хиве была издана первая печатная книга на узбекском языке «Хамса» («Пятерица») Алишера Навои.
В 1910 году Мухаммад Рахим-хан II скончался, и к власти в государстве пришёл его сын Асфандияр-хан (1910—1918).
В эпоху правления Асфандияр-хана в Хиве были построены новые медресе и мечети. В 1912 году была возведена приёмная Асфандияр-хана.
Это был отдельный корпус в комплексе дворца Нуриллабой, в котором были размещены несколько парадных залов разной формы. Среди них — тронный зал, отделанный в духе русского модерна. Хан Асфандияр заказал многие элементы оформления этого дворца на Петербургском императорском фарфоровом заводе.
Фотограф и первый узбекский кинорежиссёр Худайберген Диванов в 1910 году снял первый узбекский документальный киносюжет о выезде на фаэтоне Асфандияр-хана с наследником.
В начале XX века по инициативе премьер-министра Ислам-Ходжи в Хиве было организовано большое строительство. Например, были построены медресе и минарет, получивший имя в его честь и ставший одним из символов города.
Также была построена городская больница (подарок цесаревичу Алексею Николаевичу) и городская почта. Оба здания ныне используются по назначению.
Здание городской почты является архитектурным памятником (оно находится под охраной ЮНЕСКО), в нём расположен музей почты.

### Государственный переворот 1918 года и установление Советской власти
В 1918 году части Красной Армии свергли власть Хивинского хана. В 1920 году Хива стала столицей Хорезмской Советской Народной Республики.
22 ноября 1924 года состоялась последняя сессия ЦИК ХССР. Во исполнение постановления I курултая Советов о национально-государственном размежевании республики, несмотря на жаркие дискуссии, сессия заявила о передаче Ходжейлинской области (районы Кипчак и Ктай) в состав Каракалпакской области, Туркменской области (Дарган-Ата и Садывара) — Туркменской ССР, а остальная территория Хорезма переходила в состав Узбекской ССР.
В 1924 году земли Хорезмского оазиса вошли в состав Узбекской и Туркменской ССР, которые стали независимыми в 1991 году.
Уездный центр(1925-26), районный центр (с 1938) центр Хорезмской области (с 1992 вилоята), районный (1926-30, 1932-38) и окружной (1926-30) центр Хорезмского округа, районный центр Узбекской ССР (1930-32).

## Археологическое и культурное значение
В списке ценностей общечеловеческого значения Хорезм занимает особое место, как крупный очаг мировой цивилизации и один из важных центров на Великом шёлковом пути.
К числу уникальных ценностей мирового значения относятся архитектурные памятники Хивы, по праву снискавшей титул «города-музея».
Облик современной Хивы формирует, в основном, архитектура периода Хивинского ханства конца XVIII — начала XX веков.
Но ведущиеся здесь археологические раскопки показывают, что в основании ряда сравнительно «молодых» остатков зданий лежат древние слои, относящиеся к III и ещё более ранним векам до н. э.
Комплекс Ичан-кала охраняется как Всемирное наследие ЮНЕСКО.

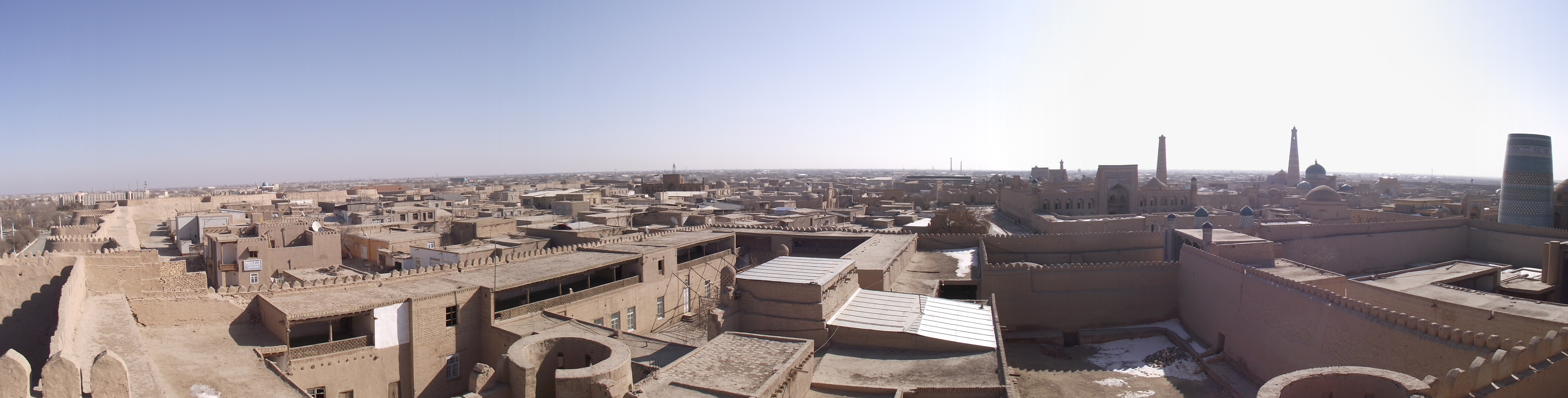

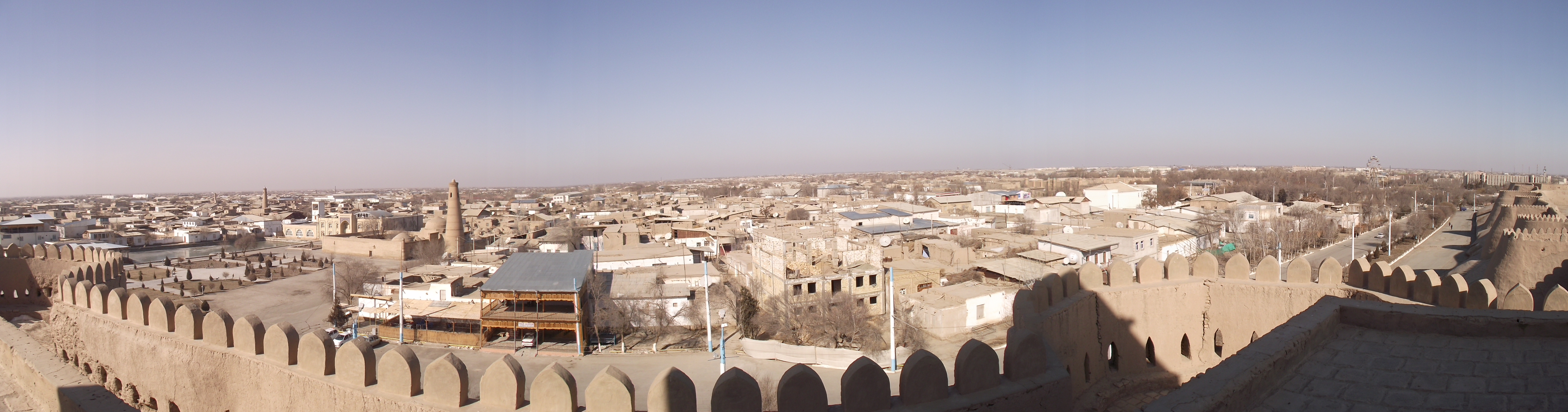

## Обзор архитектурных памятников Хивы

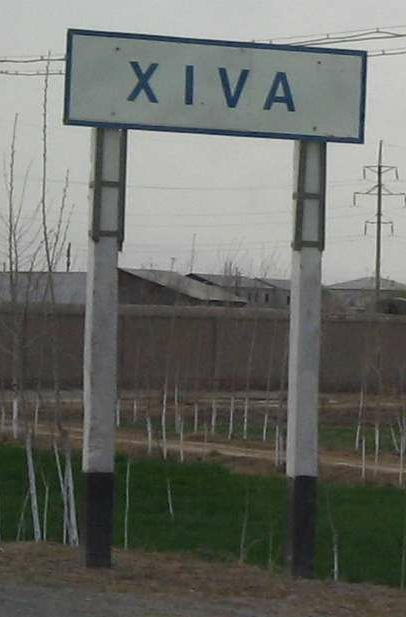
Дорожный знак на въезде в Хиву.

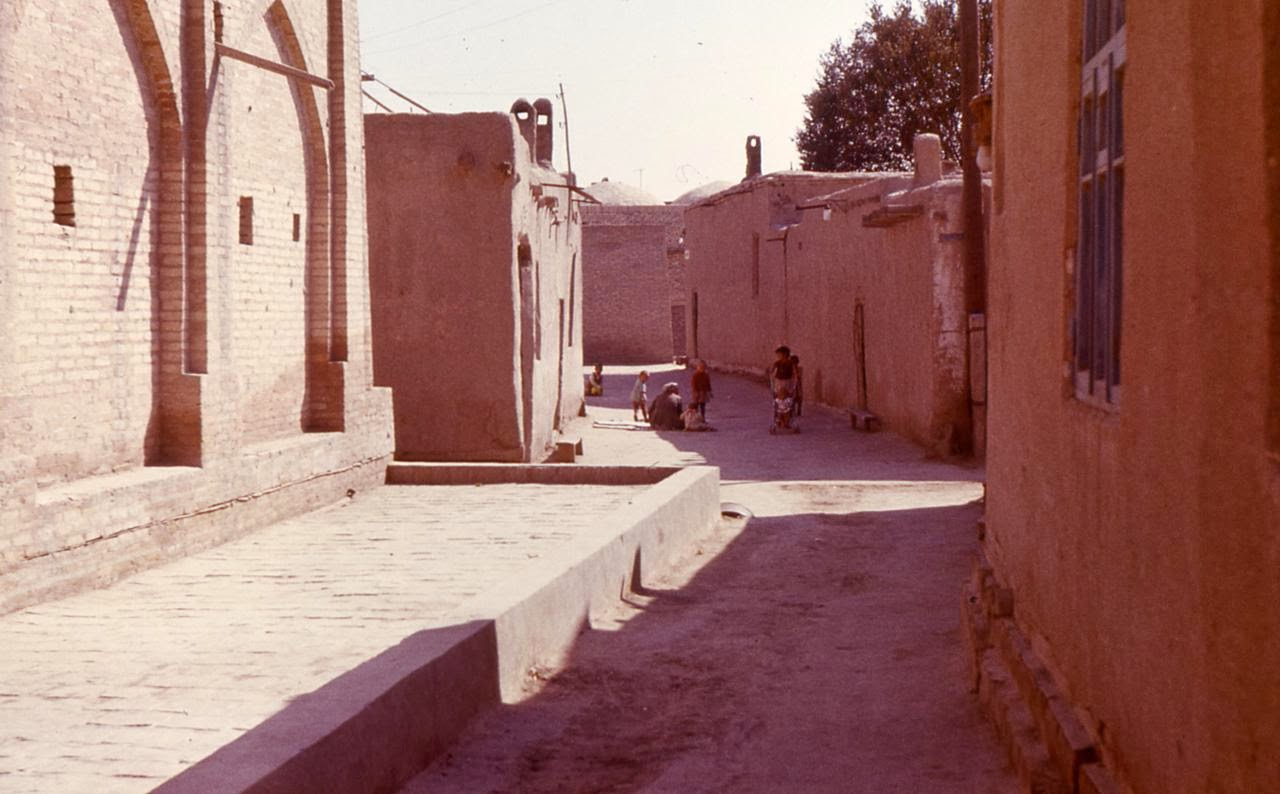
Хива. Улица в старом городе.

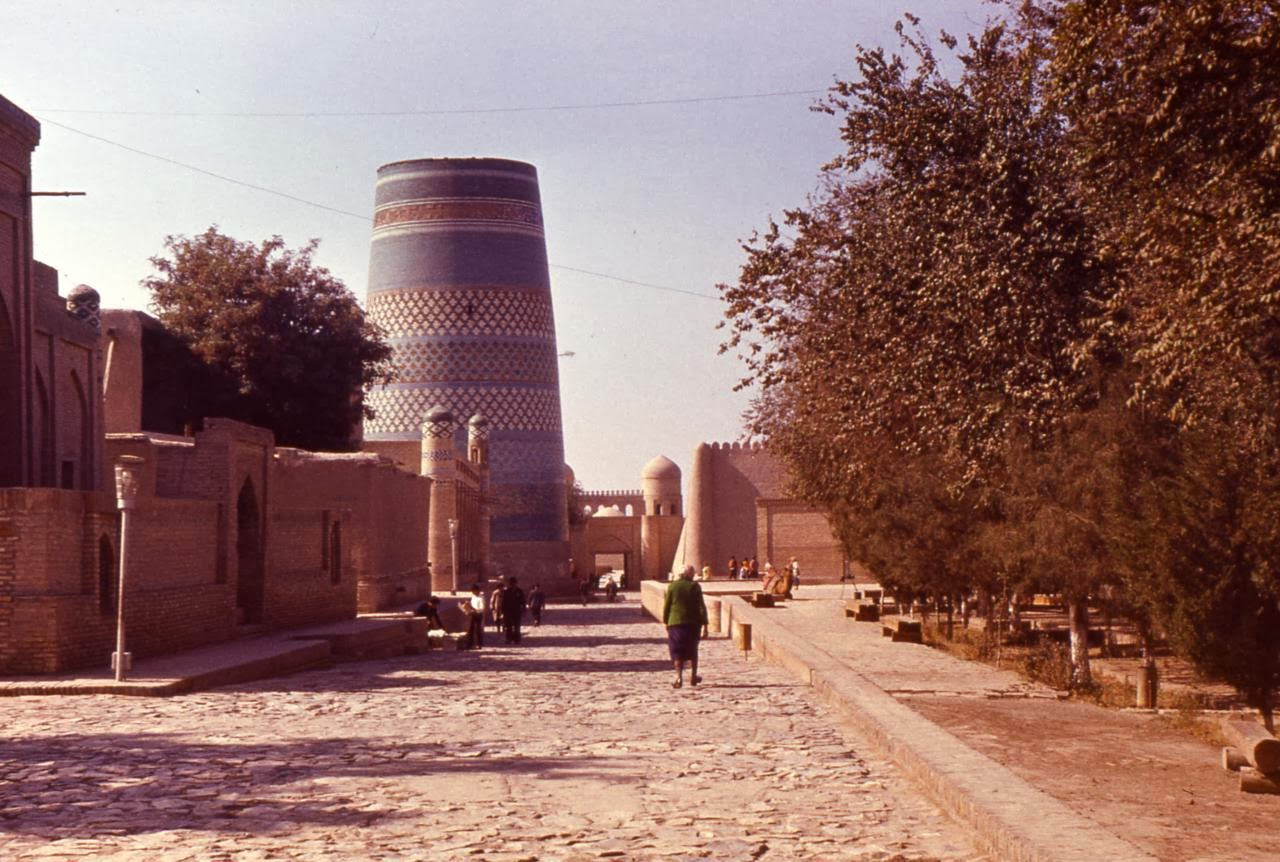
Хива. Вид на Кальта-Минар.

Большинство архитектурных шедевров Хивы сосредоточено в её городском ядре — Ичан-кале. Это «город в городе», обнесённый мощными крепостными стенами, в которых четверо ворот — по каждой стороне света.
От западных ворот к восточным пролегла одна из главных магистралей, вдоль которой сосредоточены основные монументальные сооружения.
Со смотровой башни Ак-Шейх-бобо Ичан-кала виден, как на ладони. Привлекает внимание необычный силуэт минарета Кальта-Минар, словно срезанный до середины.
Массивный ствол его, изысканно украшенный широкими и узкими поясами глазурированного кирпича, свидетельствует о том, что он замышлялся грандиозным, величественным сооружением, главной вертикалью города.
Но после смерти правителя, при котором сооружался минарет, он так и остался недостроенным, получив имя Кальта — Короткий.
Совсем рядом с Кальта-Минаром — медресе Мухаммад Амин-хана, крупнейшее из сохранившихся здесь зданий высших богословских учебных заведений.
Особенность его архитектуры — сдвоенные худжры — кельи для проживания студентов. Замечательно украшают здание пояса цветных кирпичных наборов, майоликовые облицовки.
На территории Куня-Арка (Старой крепости) расположен дворец Мухаммад-Рахим-хана с богатым и необычным декором внутреннего убранства.
Стены зала отделаны резьбой по ганчу с окраской. Соседнее двухэтажное здание — это гарем. Здесь множество богатых палат, жилых комнат.
Удивительна по красоте мечеть Джума (X век, 1788 год). На входных дверях сохранилась датировка строительства — 1778—1782 годы.
Но вот 210 колонн мечети, поддерживающие кровлю, имеют возраст гораздо старше — от XII до XV веков. Колонны примечательны своей удивительной стройностью, богатой орнаментальной резьбой.
Они были доставлены сюда с других древних построек, поэтому многие колонны уникальны и внешне не похожи друг на друга.
У ворот Палван-Дарваза находится целый ансамбль зданий. Особое место занимает здесь главный дворец хивинских ханов Таш-Хаули.
Неповторимы архитектура его многочисленных апартаментов и декоративное убранство. Здесь и орнаментальная резьба по дереву, и майоликовые облицовки, и фигурные картуши.
Дворец Курныш-хана предназначался для пышных приёмов. Когда-то здесь в тронном зале стоял деревянный трон, украшенный чеканкой по серебру на красном фоне.
Здание имеет прекрасный айван с колоннами. Дворец также примечателен богатейшей майоликовой облицовкой стен с затейливыми орнаментами.
Мемориальный комплекс Пахлаван-Махмуда выстроен в память о почитаемом хивинском поэте, который после смерти был канонизирован как святой покровитель города.
Рядом — 45-метровый минарет Ислам-Ходжа, увенчанный сквозным фонарём с куполом наверху. Во внешней части города — Дишан-Кала тоже немало старинных памятников архитектуры.

## Города-побратимы
- Авила, Испания
- Сан-Лоренсо-де-Эль-Эскориаль, Испания
- Версаль, Франция
- Стамбул, Турция
- Измир, Турция
- Нишапур, Иран
- Йезд, Иран
- Шуша, Азербайджан[31]